# Seyhan Yildiz
Seyhan Yildiz (sinh ngày 30 tháng 4 năm 1989) là một cầu thủ bóng đá người Liechtenstein gốc Thổ Nhĩ Kỳ sinh ra ở Thụy Sĩ hiện tại thi đấu cho FC Balzers ở Liechtenstein.

## Sự nghiệp quốc tế
Anh là thành viên của Đội tuyển bóng đá quốc gia Liechtenstein và có 59 lần ra sân, có màn ra mắt trong trận giao hữu trước Azerbaijan vào ngày 6 tháng 2 năm 2013.

### Bàn thắng quốc tế
Bàn thắng và kết quả Liechtenstein được để trước.
| #  | Ngày                 | Địa điểm                               | Đối thủ       | Bàn thắng | Kết quả | Giải đấu                    |
| -- | -------------------- | -------------------------------------- | ------------- | --------- | ------- | --------------------------- |
| 1. | 13 tháng 10 năm 2018 | Philip II Arena, Skopje, Bắc Macedonia | Bắc Macedonia | 1–3       | 1–4     | UEFA Nations League 2018–19 |